# 30e corps d'armée (Allemagne)
Pour les articles homonymes, voir 30e corps d'armée.
Le 30e corps d'armée (XXX. Armeekorps en allemand) était un corps d'armée de l'armée de terre allemande, la Heer, au sein de la Wehrmacht pendant la Seconde Guerre mondiale.

## Hiérarchie des unités
| Nom          | Nbre d'hommes       | Unités subalternes                | Grade de commandement                 |
| ------------ | ------------------- | --------------------------------- | ------------------------------------- |
| Heeresgruppe | + 300 000           | 2 à + Armeen (Armées)             | Generaloberst ou Generalfeldmarschall |
| Armee        | + 100 000 - 300 000 | 2 à + Armeekorps (Corps d'armées) | General ou Generaloberst              |
| Armeekorps   | + 30 000 - 80 000   | 2 à + Divisionen (Division)       | Generalleutnant ou General            |
| Division     | + 10 000 – 20 000   | 2 à 6 Brigaden (Brigade)          | Generalmajor ou Generalleutnant       |
| Brigade      | + 3 000 – 5 000     | jusqu'à 3 Regimentern (Régiment)  | Oberst ou Generalmajor                |

## Historique
Le XXX. Armeekorps est formé le 26 août 1939 dans le Wehrkreis XI.
Il est détruit sur le front de l'Est le 31 août 1944, reformé en novembre 1944 sous le nom de Generalkommando z.b.V. XXX. Armeekorps.

## Organisation

### Commandants successifs
| Date                                | Grade                  | Commandant                |
| ----------------------------------- | ---------------------- | ------------------------- |
| 26 août 1939 - 25 mars 1941         | General der Artillerie | Otto Hartmann             |
| 25 mars 1941 - 10 mai 1941          | Generalleutnant        | Eugen Ott                 |
| 10 mai 1941 - 27 décembre 1941      | Generaloberst          | Hans von Salmuth          |
| 27 décembre 1941 - 4 juillet 1944   | General der Artillerie | Maximilian Fretter-Pico   |
| 4 juillet 1944 - 16 juillet 1944    | General der Kavallerie | Philipp Kleffel           |
| 16 juillet 1944 - 31 août 1944      | Generalleutnant        | Georg-Wilhelm Postel      |
|                                     | Reformation 1944       |                           |
| 26 octobre 1944 - 15 novembre 1944  | Generalleutnant        | Erich Heinemann           |
| 15 novembre 1944                    | General der Infanterie | Gustav Höhne              |
| 15 novembre 1944 - 23 novembre 1944 | Generalleutnant        | Joachim von Tresckow      |
| 23 novembre 1944 - 16 décembre 1944 | Generalleutnant        | Friedrich-Wilhelm Neumann |
| 16 décembre 1944 - 25 avril 1945    | General der Kavallerie | Philipp Kleffel           |
| 25 avril 1945 - 8 mai 1945          | Generalleutnant        | Arnold Burmeister         |

### Chef des Generalstabes
| Date                               | Grade               | Commandant        |
| ---------------------------------- | ------------------- | ----------------- |
| 26 août 1939 - 25 octobre 1939     | Oberst i.G.         | Friedrich Hoßbach |
| 25 octobre 1939 - 25 octobre 1940  | Oberst i.G.         | Kurt Weckmann     |
| 25 octobre 1940 - 20 juin 1943     | Oberst i.G.         | Walter Botsch     |
| 20 juin 1943 - Août 1944           | Oberst i.G.         | Joachim Clauß     |
|                                    | Reformation 1944    |                   |
| 24 octobre 1944 - 10 novembre 1944 | Oberst i.G.         | Wolf              |
| 10 novembre 1944 - ? 1945          | Oberstleutnant i.G. | Hans Sapauschke   |

### 1. Generalstabsoffizier (Ia)
| Date                                | Grade               | Commandant           |
| ----------------------------------- | ------------------- | -------------------- |
| 26 août 1939 - 10 septembre 1939    | Oberstleutnant i.G. | Kurt Weckmann        |
| 10 septembre 1939 - 24 octobre 1940 | Oberstleutnant i.G. | Walter Botsch        |
| 24 octobre 1940 - Juin 1941         | Major i.G.          | Hans-Joachim Neumann |
| Juin 1941 - 12 mars 1942            | Major i.G.          | Hans-Georg Eismann   |
| 12 mars 1942 - Août 1942            | Major i.G.          | Edwin Steinitz       |
| Août 1942 - Octobre 1942            | Major i.G.          | Siegfried Lehmann    |
| Octobre 1942 - Août 1943            | Major i.G.          | Gerhard Reimpell     |
| Août 1943 - Février 1944            | Major i.G.          | Heinz Grüber         |
|                                     | Reformation 1944    |                      |
| 15 novembre 1944 - 20 novembre 1944 | Oberstleutnant i.G. | Niemeyer             |
| 20 novembre 1944 - ? 1945           | Major i.G.          | Rudolf Hoffmann      |

## Théâtres d'opérations
- Allemagne : Septembre 1939 - Juillet 1940
- Pologne : Juillet 1940 - Janvier 1941
- Balkans : Janvier 1941 - Juin 1941
- Front de l'Est, secteur Sud : Juin 1941 - Août 1944
- Hollande et Nord-Ouest de l'Allemagne : Novembre 1944 - Mai 1945

## Ordre de batailles

### Rattachement d'armées
| Date             | Armée                        | Groupe d'armées         |
| ---------------- | ---------------------------- | ----------------------- |
| 1939             |                              |                         |
| Septembre        | Détachement d'armée A        | Groupe d'armées C       |
| Octobre          | 1. Armee                     | Groupe d'armées C       |
| 1940             |                              |                         |
| Janvier          | 1. Armee                     | Groupe d'armées C       |
| Juillet          | 18. Armee                    | OKH                     |
| Septembre        | 4. Armee                     | Heeresgruppe B          |
| 1941             |                              |                         |
| Janvier          | z. Vfg.                      | OKH                     |
| Février          | 12. Armee                    | OKH                     |
| Mars             | Panzergruppe 1               | OKH                     |
| Avril            | 12. Armee                    | OKH                     |
| Juin             | 11. Armee                    | Heeresgruppe Süd        |
| 1942             |                              |                         |
| Janvier          | 11. Armee                    | Heeresgruppe Süd        |
| Août             | 11. Armee                    | Heeresgruppe A          |
| Septembre        | 18. Armee                    | Heeresgruppe Nord       |
| Octobre          | 11. Armee                    | Heeresgruppe Nord       |
| Novembre         | 18. Armee                    | Heeresgruppe Nord       |
| Décembre         | 9. Armee                     | Heeresgruppe Mitte      |
| 1943             |                              |                         |
| Janvier          | Armee-Abteilung Fretter-Pico | Heeresgruppe Don        |
| Août             | 1. Panzerarmee               | Heeresgruppe Don        |
| Septembre        | 1. Panzerarmee               | Heeresgruppe Süd        |
| 1944             |                              |                         |
| Janvier          | 6. Armee                     | Heeresgruppe Süd        |
| Janvier          | 6. Armee                     | Heeresgruppe A          |
| Janvier          | 6. Armee                     | Heeresgruppe Südukraine |
| Reformation 1944 |                              |                         |
| Janvier          | 15. Armee                    | Heeresgruppe H          |
| 1945             |                              |                         |
| Janvier          | 25. Armee                    | Heeresgruppe H          |
| Avril            | 25. Armee                    | OB Nordwest             |

### Unités subordonnées

#### Unités organiques
- Arko 19
- Korps-Nachrichten-Abteilung 430
- Korps-Nachschubtruppen 430

#### Unités rattachées
1er septembre 1939
- Grenzschutz-Kommando 9

8 juin 1940
- 258. Infanterie-Division
- 93. Infanterie-Division

22 juillet 1940
- 258. Infanterie-Division
- 76. Infanterie-Division

10 juin 1941
- 198. Infanterie-Division

3 septembre 1941
- 46. Infanterie-Division
- 22. Infanterie-Division

2 janvier 1942
- 1. rumänische Gebirgs-Division
- 72. Infanterie-Division

24 juin 1942
- 72. Infanterie-Division
- 170. Infanterie-Division
- 28. leichte Division
- 213. Sicherungs-Division
- 444. Sicherungs-Division
- 125. Infanterie-Division

15 novembre 1942
- 12e Panzerdivision

7 juillet 1943
- 62. Infanterie-Division
- 38. Infanterie-Division
- 387. Infanterie-Division

26 décembre 1943
- 304. Infanterie-Division
- 46. Infanterie-Division
- 257. Infanterie-Division
- 387. Infanterie-Division
- 306. Infanterie-Division
- 16. Panzer-Grenadier-Division

Après reformation 1944:
1er mars 1945
- Kampfgruppe 346. Infanterie-Division

## Source
- XXX. Armeekorps sur Lexikon-der-wehrmacht.de